# Barmen
Pour les articles homonymes, voir Barmen (homonymie).
Barmen est une ancienne ville d'Allemagne, située dans l'est de la Rhénanie, qui a fusionné en 1929 avec quatre autres communes voisines (Elberfeld, Cronenberg, Ronsdorf et Vohwinkel), pour former une nouvelle entité, Wuppertal.
Aujourd'hui, le district de Barmen s'étend dans la partie nord-est de Wuppertal sur les anciennes municipalités de Barmen, Heckinghausen et Oberbarmen.
C'est à Barmen que des protestants allemands signent en 1934 une déclaration, la déclaration de Barmen, qui pose les fondements de leur résistance au national-socialisme.
C'est le lieu de naissance de Friedrich Engels, en 1820, et du quintuple champion olympique d'équitation Hans Günter Winkler en 1926. Il est également le partenaire de Karl Marx avec qui il fonde le Matérialisme moderne. 

## Histoire
| - Comté de Berg 1244-1380 - Duché de Berg 1380-1806 - Grand-duché de Berg 1806-1813 - Royaume de Prusse (Province de Juliers-Clèves-Berg) 1815-1822 - Royaume de Prusse (Province de Rhénanie) 1822-1918 - République de Weimar 1918-1933 - Reich allemand 1933-1945 - Allemagne occupée 1945-1949 - Allemagne de l'Ouest 1949-1990 - Allemagne 1990 à nos jours |